# Едистоун
Едистоун е морски фар, който се намира на опасните скали Едисоун, на 14 км южно от Рамхед в Корнуол, Англия. Скалите са потопени под морската повърхност и са съставени от докамбрийски гнайс.
Настоящата сграда е четвъртата постройка на мястото (или може би петата, тъй като първият фар е трябвало да бъде съществено преустроен само след година поради тежките условия). Първият фар (на Уинстенли) е отнесен от мощна буря, убивайки архитекта си и петима други мъже. Вторият (на Ръдиард) е оцелял петдесет години преди да изгори. Третият (на Смиъртън) е най-известният, тъй като е модел за дизайна на други фарове и значението му при разработването на бетона за строителството; горните му части са издигнати отново в Плимут като паметник. Първият фар, завършен през 1699 г., е първият в света фар в открити води, въпреки че фарът на Кордуан край западното френско крайбрежие го предшества като първия морски фар.